# Tetrahydro-2-isobutyl-4-methylpyran-4-ol
Tetrahydro-2-isobutyl-4-methylpyran-4-ol zählt  chemisch zur Gruppe der Pyrane. Es wird industriell als Mischung der cis- und trans-Form hergestellt, die jeweils Racemate sind. Das technische Produkt ist somit ein Gemisch von vier Stereoisomeren.

## Gewinnung und Darstellung
Tetrahydro-2-isobutyl-4-methylpyran-4-ol kann durch Cyclokondensation von 3-Methyl-3-buten-1-ol mit 3-Methylbutanal synthetisiert werden, es ist kein Naturstoff.

## Eigenschaften
Tetrahydro-2-isobutyl-4-methylpyran-4-ol ist eine farblose Flüssigkeit mit blumigem Geruch. Es ist chemisch sehr stabil.

## Verwendung
In der Kosmetik wird Tetrahydro-2-isobutyl-4-methylpyran-4-ol als Geruchsstoff verwendet, u. a. in Parfums.

## Risikobewertung
Tetrahydro-2-isobutyl-4-methylpyran-4-ol wurde 2012 von der EU gemäß der Verordnung (EG) Nr. 1907/2006 (REACH) im Rahmen der Stoffbewertung in den fortlaufenden Aktionsplan der Gemeinschaft (CoRAP) aufgenommen. Hierbei werden die Auswirkungen des Stoffs auf die menschliche Gesundheit bzw. die Umwelt neu bewertet und ggf. Folgemaßnahmen eingeleitet. Ursächlich für die Aufnahme von Tetrahydro-2-isobutyl-4-methylpyran-4-ol waren die Besorgnisse bezüglich dem hohen Risikoverhältnis (Risk Characterisation Ratio, RCR) und weit verbreiteter Verwendung. Die Neubewertung fand ab 2012 statt und wurde von Spanien durchgeführt. Anschließend wurde ein Abschlussbericht veröffentlicht.